# Lípa u kostela v Javorné
Lípa u kostela je památný strom v Javorné, jižně od Klatov. Přibližně třistaletá lípa malolistá (Tilia cordata) roste u kapličky poblíž barokního kostela svaté Anny, v nadmořské výšce 840 m. Ač byla zasazena vedle kapličky, je do ní dnes vrostlá. Obvod jeho kmene měří 484 cm a koruna stromu dosahuje do výšky 24 m (měření 2004). Lípa je chráněna od roku 1985 pro svůj vzrůst, jako krajinná dominanta a součást památky.